# Gunnar Erik Ström

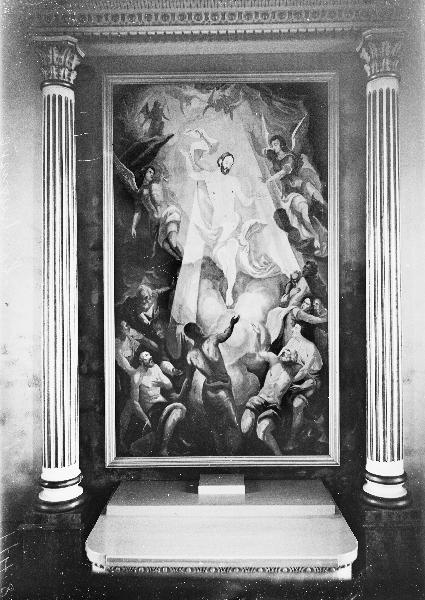
Altartavlan i Stenstorps kyrka målad av Gunnar Ström 1924

Gunnar Erik Henrik Ström, född 15 oktober 1892 i Landskrona, död 10 februari 1982 i Vetlanda, var en svensk målare, tecknare, grafiker och skulptör.
Han var son till civilingenjören Axel Ström och Augusta Ferner och från 1920 gift med Jane Ingrid Clara Seth. Ström studerade konst för Olle Hjortsberg vid Kungliga konsthögskolan 1912–1917 där han tilldelades den kungliga medaljen 1917. Han deltog även i Axel Tallbergs etsningskurs där han utförde en rad linjeetsningar som uppmärksammades. Frånsett sina studieresor till bland annat Italien, Spanien, England och Frankrike var han bosatt och verksam i Göteborg med i huvudsak dekorativa uppgifter. Han var medhjälpare till Hjortsberg vid dekoreringen av Engelbrektskyrkan i Stockholm 1916 och han dekoreringsmålade Frimurarlogen i Göteborg 1917. Separat ställde han ut på Medins bokandel i Stockholm 1919 och han medverkade i några samlingsutställningar på Konstakademien. För Annedalskyrkan i Göteborg målade han en altartavla 1939 och han utförde ett målat korfönster till Skövde kyrka 1927 samt en fondmålning för Lidköpings församlingshem. Bland hans profana arbeten märks utsmyckningen av huvudrestaurangen vid Göteborgsutställningen 1923, takmålningarna i Hotel Place i Göteborg och spegelmålningarna på Svenska Amerikalinjens M/S Kungsholm och M/S Stockholm samt utsmyckningen av en rad biograflokaler i Göteborg bland annat Biografen "Palladium" och dekorationerna på den nu nedlagda biografen "Cosmoramas" balkonger. Ström är representerad vid Göteborgs historiska museum.